# NGC 6489
NGC 6489 is een elliptisch sterrenstelsel in het sterrenbeeld Draak. Het hemelobject werd op 5 juni 1885 ontdekt door de Amerikaanse astronoom Lewis A. Swift.

## Synoniemen
- MCG 10-25-99
- ZWG 300.79
- KAZ 166
- PGC 60928